# Santa Cruz, Santa María Yosoyúa
Santa Cruz är en ort i Mexiko.   Den ligger i kommunen Santa María Yosoyúa och delstaten Oaxaca, i den sydöstra delen av landet, 300 km sydost om huvudstaden Mexico City. Santa Cruz ligger 2 200 meter över havet och antalet invånare är 365.
Terrängen runt Santa Cruz är kuperad åt nordväst, men åt sydost är den bergig. Terrängen runt Santa Cruz sluttar österut. Runt Santa Cruz är det glesbefolkat, med 18 invånare per kvadratkilometer. Närmaste större samhälle är Villa Chalcatongo de Hidalgo, 10,7 km sydväst om Santa Cruz. I omgivningarna runt Santa Cruz växer huvudsakligen savannskog.